# Дворец султанов Малакки
Дворец султанов Малакки (малайск. Istana Kesultanan Melaka) является построенной в 1984—1986 годы реконструкцией исторического дворца XV века султана Мансура Шаха; расположен в историческом центре Малакки у подножья холма Сент-Полс на улице Джалан-Кота. В здании дворца действует музей.

## История

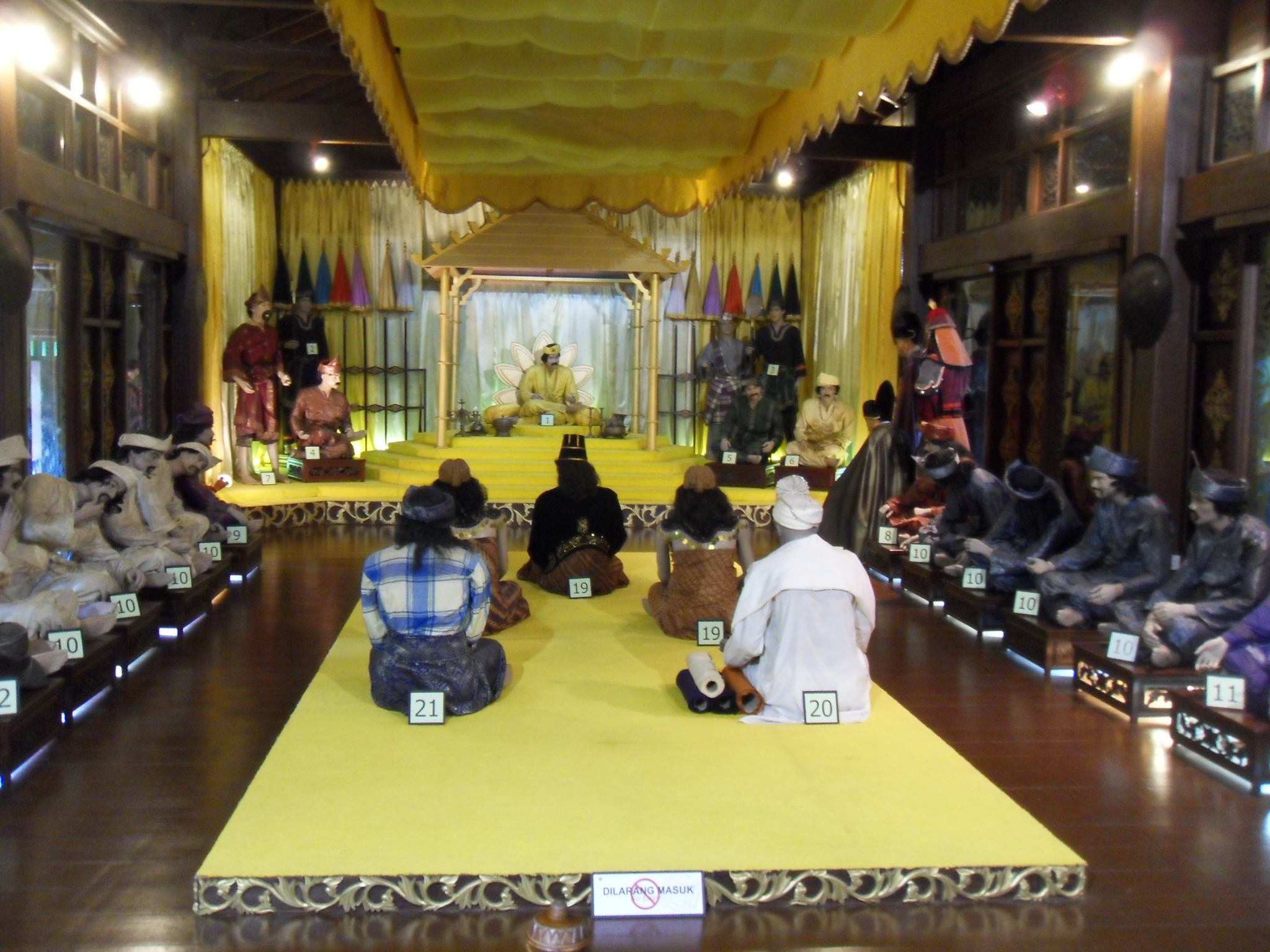
Интерьер одного из залов дворца

Для сохранения памяти об истории Малакки в начале 1980-х годов было принято решение о воссоздании исторического дворца султана Малаккского султаната Мансура Шаха. Для поиска сведений об устройстве здания был создан специальный комитет, в который вошли Малаккское отделение Малайзийского исторического общества (малайск. Persatuan Sejarah Malaysia), Музей Малакки и Государственная корпорация развития Малакки (малайск. Perbadanan Kemajuan Negeri Melaka). Модель дворца была выполнена представителями Ассоциации художников Малакки (малайск. Persatuan Pelukis Melaka). Для реконструкции дворца был выделен участок площадью 0,7 гектара и 1,4 миллиона ринггитов. Строительные работы велись с 27 октября 1984 по 15 апреля 1986 года. Официальное открытие нового дворца-музея для посетителей состоялось 17 июля 1986 года.

## Описание

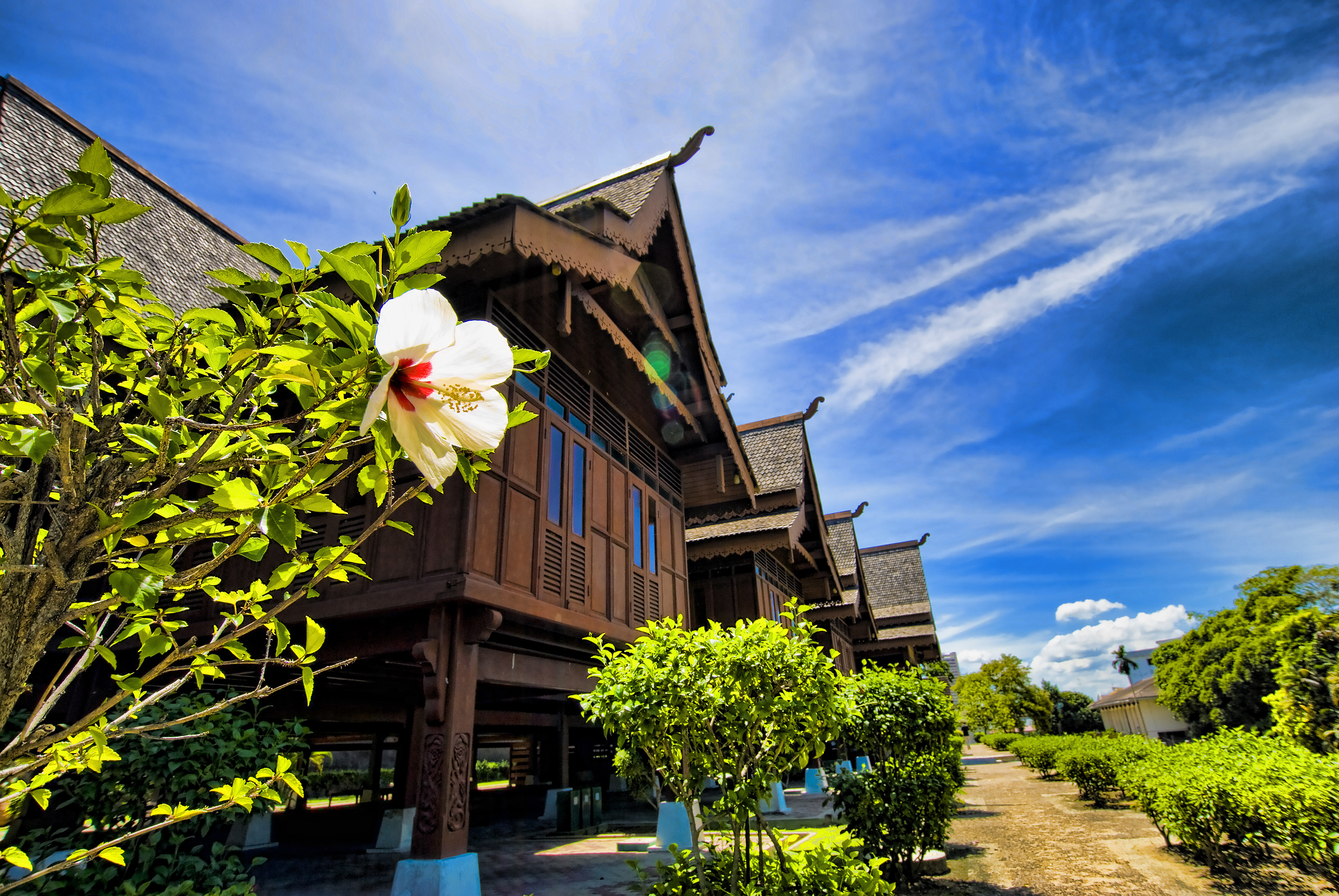
Лицевой фасад дворца

Реконструкция дворца не имеет полного соответствия с историческим зданием: так, в отличие от описания, данного в «Малайских родословиях», при сооружении современного здания не использовались золочение балок, а также медь и цинк для черепицы; помимо этого, чтобы уложиться в имеющееся пространство, само здание было сделано значительно меньшим в размерах (по описанию, большой дворец имел 17 помещений по 87,5 метров в длину и по 40 дверей в каждом; современное здание имеет общую длину 67,2 метра, высоту — 18,5 метра и ширину — 12 метров).
Деревянное здание дворца украшено резьбой с традиционными для Малакки растительными мотивами; многоярусная крыша украшена загибающимися вверх коньками, традиционными для минангкабау.
В залах дворца представлены реконструкции сцен из дворцовой жизни времён Малаккского султаната, а также других событий исторически важных для Малакки периодов.